# Opisthograptis apiconigrescens
Opisthograptis apiconigrescens là một loài bướm đêm trong họ Geometridae.